# Li Yuchun
Li Yuchun, nota anche con lo pseudonimo di Chris Lee (李宇春S; Chengdu, 10 marzo 1984), è una cantante, attrice e modella cinese.
Ha iniziato la sua carriera musicale vincendo il concorso canoro cinese Super Girl nel 2005. L'anno successivo ha pubblicato il suo primo album The Queen and the Dreams. É nota per essere una delle poche cantautrici pop cinesi ad essere mezzosoprano.

## Discografia

### Album in studio
- 2006 – The Queen and the Dreams
- 2007 – Mine
- 2009 – Chris Lee
- 2011 – The Literary Youth Who Can Dance
- 2012 – Old If Not Wild
- 2014 – A Magical Encounter 1987
- 2016 – Growing Wild
- 2017 – Liu Xing
- 2019 – Wow
- 2023 – Have a Nice Weekend

### EP
- 2006 - The Special Greeting for Chris' Birthday
- 2008 - Youth of China

### Compilation
- 2008 - N+1 Evolution

## Filmografia parziale

### Televisione
- Bodyguards and Assassins (2009)
- Prologue (2010)
- Flying Swords of Dragon Gate (2011)
- The Guillotines (2012)
- From Vegas to Macau III (2016)
- See You Tomorrow (2016)
- Monster Hunt 2 (2018)
- Youth with You 3 (2021)

### Teatro
- A Dream Like a Dream (2013–2014)

## Tournée
- Mine Tour (2007)
- Crazy World Tour (2012)
- Growing Wild Tour (2016)
- Liu Xing Tour (2018)

## Riconoscimenti
- 2008 – MTV Asia Awards, Favorite Artist Mainland China[4]
- 2012 – Mnet Asian Music Awards, Best Asian Artist
- 2013 – MTV Europe Music Awards, Best Worldwide Act
- 2014 – World Music Awards, Best Selling Chinese Artist[5]